# 上田禎
上田 禎（、1967年4月22日-）は、日本の音楽家、作曲家、編曲家。

## 来歴・人物
10代後半に音楽学校時代の教員であったオーケストラ指揮者・音楽監督の櫻井優徳に師事し学ぶ。櫻井からは数多くの在学生達の中で、間違いなく天才と称される。教員の仕事から身を引いた櫻井を頼り、そのまま学校を中退し弟子入り。The Hummings、nino trincaなどを経て、作曲/編曲で数多くのレコーディングに参加。
秦基博、Original Love、遊佐未森などの作品でアレンジを行い、数多くの映画作品の劇中音楽を担当。映画「東京タワー 〜オカンとボクと、時々、オトン〜」では第31回日本アカデミー賞優秀音楽賞を受賞。
これまで楽曲提供を行って来たアーティストとして堂珍嘉邦、小泉今日子、星屑スキャット、アンジュルム、Juice=Juice、吉本新喜劇ィズ、藤田恵美、石嶺聡子、宍戸留美、Rie fu、辻香織、等。
2018年頃から病状が見え始め、2020年に国定指定難病の一つである筋萎縮性側索硬化症と診断される。
現在も闘病生活を続け、支援の為のプロジェクト事務局が開設されている。友人であるリリー・フランキーも直筆コメントで応援の言葉を寄せている。

## 主な作品

### 映画
- とらばいゆ (2001)
- サマーヌード(2002)
- 神の水 (2002)
- Bird's Eye (2003)
- お友達になりたい (2003)
- いぬのえいが（恋するコロ）(2004)
- NANA(2005)
- NANA2 (2006)
- 東京タワー 〜オカンとボクと、時々、オトン〜(2006)
- 奈緒子(2007)
- フレフレ少女(2007)
- 砂時計(2008)
- ホームレス中学生 (2008)
- ホッタラケの島 〜遥と魔法の鏡〜 (2009)
- 武士道シックスティーン (2009)
- ジーン・ワルツ(2010)
- 恋愛戯曲 (2010)
- 恋の正しい方法は本にも設計図にも載っていない (2010)
- ランウェイ☆ビート (2010)
- LOVE まさお君が行く! (2012)
- 100回泣くこと (2012)
- スペース☆ダンディ（4曲のみ、川辺ヒロシとの共作）(2013)
- がじまる食堂の恋 (2014)
- エビアミのはじまりとはじまり (2015)
- SCOOP!（川辺ヒロシとの共作）(2016)
- サクらんぼの恋(2018)
- プリズン13(2019)
- のぼる小寺さん (2019)
- 風の奏の君へ (2024)